# 小行星6781
小行星6781（英語：6781）是一颗围绕太阳公转的小行星。1990年7月19日，埃莉諾·赫琳在帕洛马山发现了此天体。
这颗小行星的绝对星等为60.67601等。